# Josep Pau Ballot i Torres
Josep Pau Ballot i Torres (Barcelona, 1747 – Barcelona, 1821) va ser un gramàtic, lingüista i pedagog català. Conegut per ser l'autor de la primera gramàtica catalana moderna impresa al Principat, Gramàtica i apologia de la llengua catalana (editada entre 1813 i 1815) i de referència obligada en alguns textos de la Renaixença, va viure en una època marcada per la diglòssia de les esferes del poder i intel·lectuals catalanes.

## Biografia
Va estudiar al Col·legi Episcopal de Barcelona i després a la Universitat de Gandia, fundada per la Companyia de Jesús, on es va graduar en teologia. De retorn a Barcelona va exercir de professor de retòrica al Col·legi de Cordelles dins la reorganització efectuada arran de l'expulsió dels jesuïtes i, després, al Col·legi Episcopal Tridentí de la ciutat. A instàncies del bisbe Josep Climent i Avinent va rebre l'encàrrec d'elaborar una gramàtica castellana per a l'estudi del llatí adreçada a l'alumnat del centre. Aquells anys va establir un mètode d'ensenyament per a l'escola de l'Hospici de Barcelona i va escriure algunes obres didàctiques. El capità general de Catalunya (1801–1802), Francisco de Horcasitas y Colón de Portugal, el va nomenar preceptor del seu fill, motiu pel qual el seguí en el seu retorn a Madrid on va viure uns anys. En tornar al Principat es va retirar de l'ensenyament i, ja gran, va ser ordenat sacerdot. L'any 1818 va ser nomenat membre honorari de la Real Academia Española, en reconeixement pels nombrosos i importants treballs lingüístics que havia publicat sobre la llengua castellana. Va morir el 1821 de febre groga a Barcelona.

## LaGramatica y apologia de la llengua cathalana
En plena ocupació francesa (1808–1814) va rebre l'encàrrec, de part de Pere Pau Husson, declarat afrancesat, fundador i director del Diario de Barcelona, d'elaborar una gramàtica catalana, Gramatica y apologia de la llengua cathalana, i inicià el treball l'any 1810. Eren temps en què els francesos, sota el mandat del mariscal Pierre François Charles Augereau, van practicar una política lingüística particular de tal manera que el català va esdevenir llengua cooficial al costat del francès. L'aposta d'Husson no era fruit de l'atzar i tenia el seu origen al debat sobre la llengua que es va dur a terme al Diario de Barcelona, l'any 1796, i en el qual Ballot (sota els pseudònims Botall, Anton lo Blat i Taboll) va defensar el català com a idioma (no dialecte) i vindicar una Acadèmia que endrecés la llengua, un segle abans de la constitució de l'Institut d'Estudis Catalans.
La idea inicial era publicar la gramàtica per fascicles i el primer plec data de 1813, però amb la marxa dels francesos, el 1814, es va interrompre l'edició i no va ser fins al gener del 1815, sota el patrocini de la Junta de Comerç de Barcelona, on Ballot feia de corrector de textos, quan va veure la llum. La dedicatòria d'aquella segona edició, «a la Real Junta de Gobern de Comers», va ser bilingüe, català i castellà, en ser obligat a afegir-hi la versió castellana a causa dels canvis polítics del 1814. Ballot va escriure la seva gramàtica amb la intencionalitat de donar al català un model gramatical reflexionat i fiable. Va ser escrita en clau catalana i amb la intenció que no fos usada per aprendre el castellà, com fins aleshores havien estat elaborats diccionaris i gramàtiques catalanes, com ara el Diccionario catalan-castellano-latino (1803–1805) de Bellvitges, Esteve i Joglar.

## Ballot i l'educació
Josep Pau Ballot l'hem d'inscriure en el clima de valorització de l'educació popular promogut pel nucli d'il·lustrats catalans format per personalitats com ara el bisbe de Barcelona Josep Climent i Avinent i el seu secretari, i més tard també bisbe, Fèlix Amat de Palou. Les escoles populars creades pel primer en són una destacada mostra. Tot i que tenim pocs estudis, com diu Alexandre Galí «els treballs de Ballot a Barcelona i les escoles que Fèlix Amat implantava a Tarragona eren l'exponent d'un clima pedagògic excessivament imprecís i escàpol, és cert, però molt més general del que hom podia creure» Al parer de Galí, hi havia una gran sintonia entre Ballot i Climent i la creació d'aquelles escoles populars tenia una certa flaire de les Petites Écoles de Port-Royal.
Preocupat per la desastrosa metodologia d'aprenentatge de la lectura emprada pels mestres, el 1787, ideà per als nois de l'hospici un nou mètode recollit a Lecciones de leer y escribir para la Escuela de Primeras Letras. En la mateixa línia publicaria, el 1806, Verdaderos principios de leer la lengua castellana y latina. Allà es proporcionen les indicacions i les pautes didàctiques per aplicar el seu mètode de lectura que trenca amb les rutines escolars establertes. Entre altres innovacions reclama abandonar el secular mètode d'aprendre primer el nom de les lletres de l'alfabet i passar directament llegir.
Menció destacada mereix el seu Plan de educación primaria, sobre el qual ja havia treballat d'ençà que li fou encarregat pel comte de Floridablanca dins la seva política de modernització educativa. A més de l'organització didàctica i graduació dels diferents nivells, aquesta monografia ens ofereix un balanç crític de l'ensenyament de l'època tot proposant les reformes necessàries que cal abordar. També és un treball clau per copsar el pensament educatiu de Josep Pau Ballot, una de les més destacades figures de l'educació catalana del seu temps.

## Obres
- Discurso sobre la criança racional y cristiana. Barcelona, 1782.
- Reflexiones oportunas para el uso y manejo de la llengua latina. Barcelona, Eulalia Piferrer, 1782.
- Lecciones de leer y escribir para la Escuela de Primeras Letras. Barcelona, Vda. de Piferrer, 1787.
- Plan de educación o modo de aprender la llengua latina. Barcelona, 1803.
- Verdaderos principios de leer la llengua castellana y latina. Barcelona, Piferrer, 1806.
- Gramatica y apologia de la llengua cathalana. Barcelona, Juan Francisco Piferrer, 1814.
- Lógica y arte de bien hablar. Barcelona, Juan Francisco Piferrer, ca. 1815.
- Art de parlar ab Deu en la hora de la mort. Barcelona, A.Brusi, 1815.
- Pasatiempos de un gotoso en los ratos de tolerància. Razonamientos morales y literarios. Barcelona, Imp. Brusi, 1816.
- Cartilla de la llengua castellana y latina. Barcelona, Juan Francisco Piferrer, 1816.
- Compendio de la gramática filosòfica y razonada de la llengua castellana. Barcelona, 1818.
- Ensayo analítico y razonado de la Oración de Cicerón por la vuelta de M. Marcelo. Barcelona, Juan Francisco Piferrer, 1818.
- Principios de la llengua castellana con su correspondència francesa para los estranjeros. Barcelona.
- Gramática de la llengua castellana. Barcelona, Juan Piferrer, 1819.
- Plan de educación primaria, doméstica y adaptable a las escuelas particulares. Barcelona: Joan Francesc Piferrer, 1820.
- El naturalista convencido. Barcelona.